# Tachyphonus phoenicius
A Tachyphonus phoenicius a madarak osztályának verébalakúak (Passeriformes) rendjébe és a tangarafélék (Thraupidae) családjába tartozó faj.

## Rendszerezése
A fajt William John Swainson angol zoológus és ornitológus írta le 1838-ban.

## Előfordulása
Bolívia, Brazília, Ecuador, Francia Guyana, Guyana, Kolumbia, Peru, Suriname és Venezuela területén honos.
Természetes élőhelyei a szubtrópusi és trópusi szavannák, és cserjések. Állandó nem vonuló faj.

## Megjelenése
Testhossza 15 centiméter, testtömege 17-25 gramm. A hím vállán kis vörös folt van.

## Természetvédelmi helyzete
Az elterjedési területe rendkívül nagy, egyedszáma pedig stabil. A Természetvédelmi Világszövetség Vörös listáján nem fenyegetett fajként szerepel.